# Перемога (Дніпровський район)
Перемо́га (колишня назва — Куроєдівка) — село в Україні, у Підгородненській міській громаді Дніпровського району Дніпропетровської області. Населення за переписом 2001 року становить 341 особа.

## Географія
Село Перемога розміщене на лівому березі річки Кільчень, вище за течією на відстані 3 км розташоване село Спаське, нижче за течією на відстані 2 км наявне місто Підгороднє. Річка в цьому місці звивиста, утворює лимани, стариці і заболочені озера. Через село проходить автомобільна дорога О040410 і залізниця, станція Березанівка за 6 км.

## Назва
- До 1983 року село мало назву Куроєдівка, назване на честь пана Куроєдова.
- Стара назва неофіційно досі використовується мешканцями села, м. Підгороднє та мешканцями околиць.

## Історія
Невідомо, коли воно виникло, чому саме називалося Куроїдівкою. Старі люди кажуть, що колись там ніби то проживав якийсь пан Куроєдов. Деякі деталі історії села можна знайти у вище наведеному тексті.
Відомо, що Куроїдівка втратила свою оригінальну назву у 1985 році. Рішенням влади село стало називатися Перемога — на честь 40-річчя Перемоги у німецько-радянській війні.
1989 року за переписом тут мешкало приблизно 400 осіб.

## Сьогодення
Село Перемога налічує всього три вулиці: Гоголя, Некрасова, Василя Герасименка. У цьому населеному пункті немає ніякої інфраструктури, мешканці Перемоги лікуються у Підгородненській міській лікарні, діти вчаться у школах Підгороднього.
У селі працюють два фермерські господарства: «Вперед-Агро» і «Недайвода».

## Населення

### Мова
Розподіл населення за рідною мовою за даними перепису 2001 року:
| Мова       | Кількість | Відсоток |
| ---------- | --------- | -------- |
| українська | 321       | 94.13%   |
| російська  | 20        | 5.87%    |
| Усього     | 341       | 100%     |